# Korneuburg
Korneuburg (německy  kɔʁˈnɔɪ̯bʊʁk), je okresní město okresu Korneuburg v rakouské spolkové zemi Dolní Rakousy. Žije zde přibližně 13 tisíc obyvatel.

## Historie
Město bylo původně spojené s blízkým Klosterneuburgem pod názvem Nivenburg. První zmínka pochází z roku 1136. V roce 1298 získal Korneuburg práva na formální oddělení od Klosterneuburgu.
V roce 1938 byla místní loděnice začleněna pod Hermann-Göring-Werke, díky čemuž byla významně zvětšena. V roce 1941 do ní bylo přidáno 16 budov pro Němce, nucené pracovníky a válečné zajatce. Loděnici obsadila v roce 1945 Rudá armáda.

## Osobnosti
- Johann Georg Lickl (1769–1843), rakouský skladatel
- Rudolph Philip Waagner (1827–1888), civilní inženýr
- Max Burckhard (1854–1912)
- Nikolaus "Nico" (Josef Michael) Dostal (1895–1981), rakouský skladatel
- Viktor Matejka (1901–1993), rakouský spisovatel a politik
- Helmuth Lehner (nar. 1968), zpěvák a kytarista blackened death metalové kapely Belphegor
- Kurt Binder (nar. 1944), rakouský fyzik
- Mario Majstorović (nar. 1977)

## Galerie

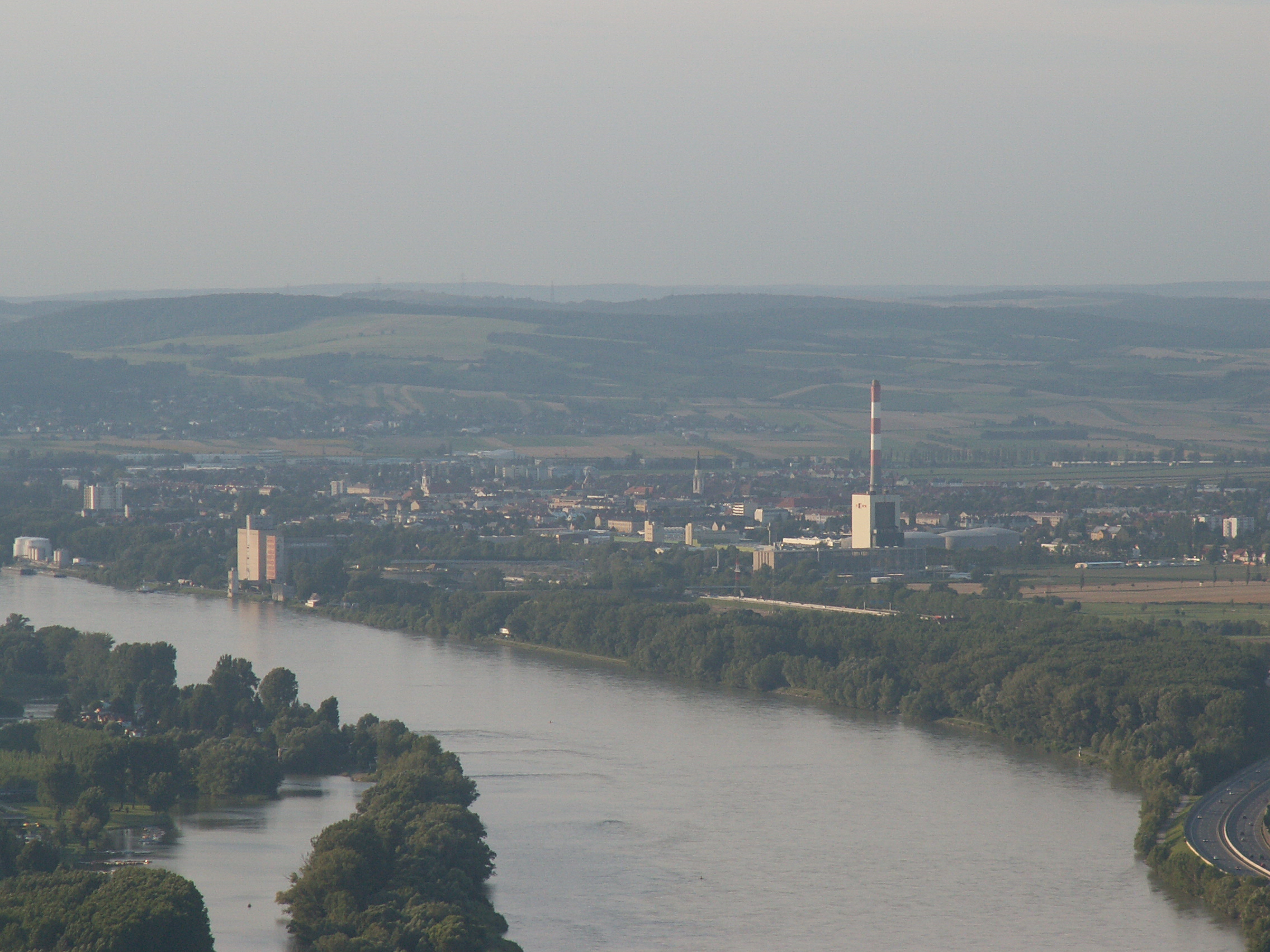
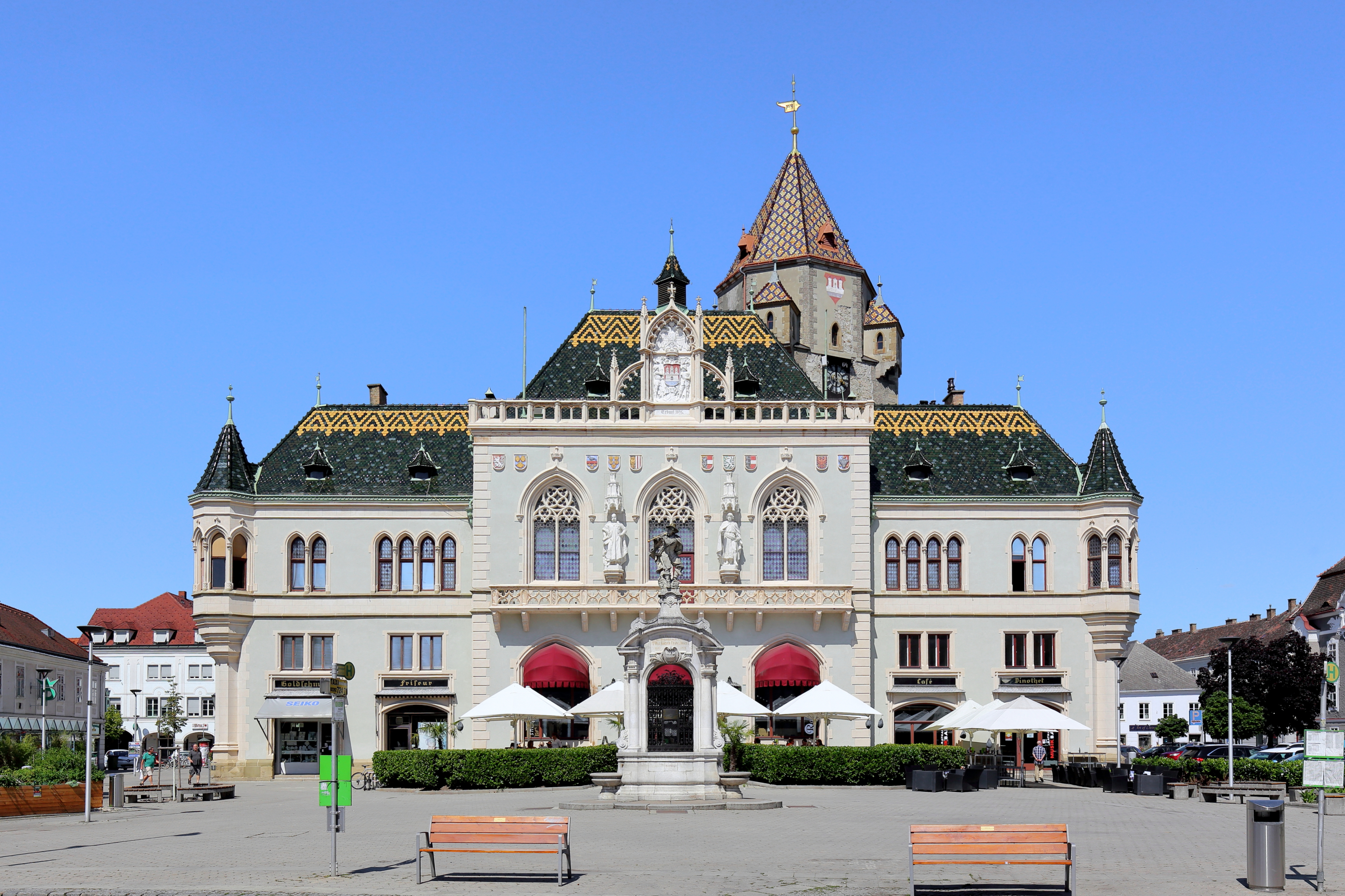
Radnice
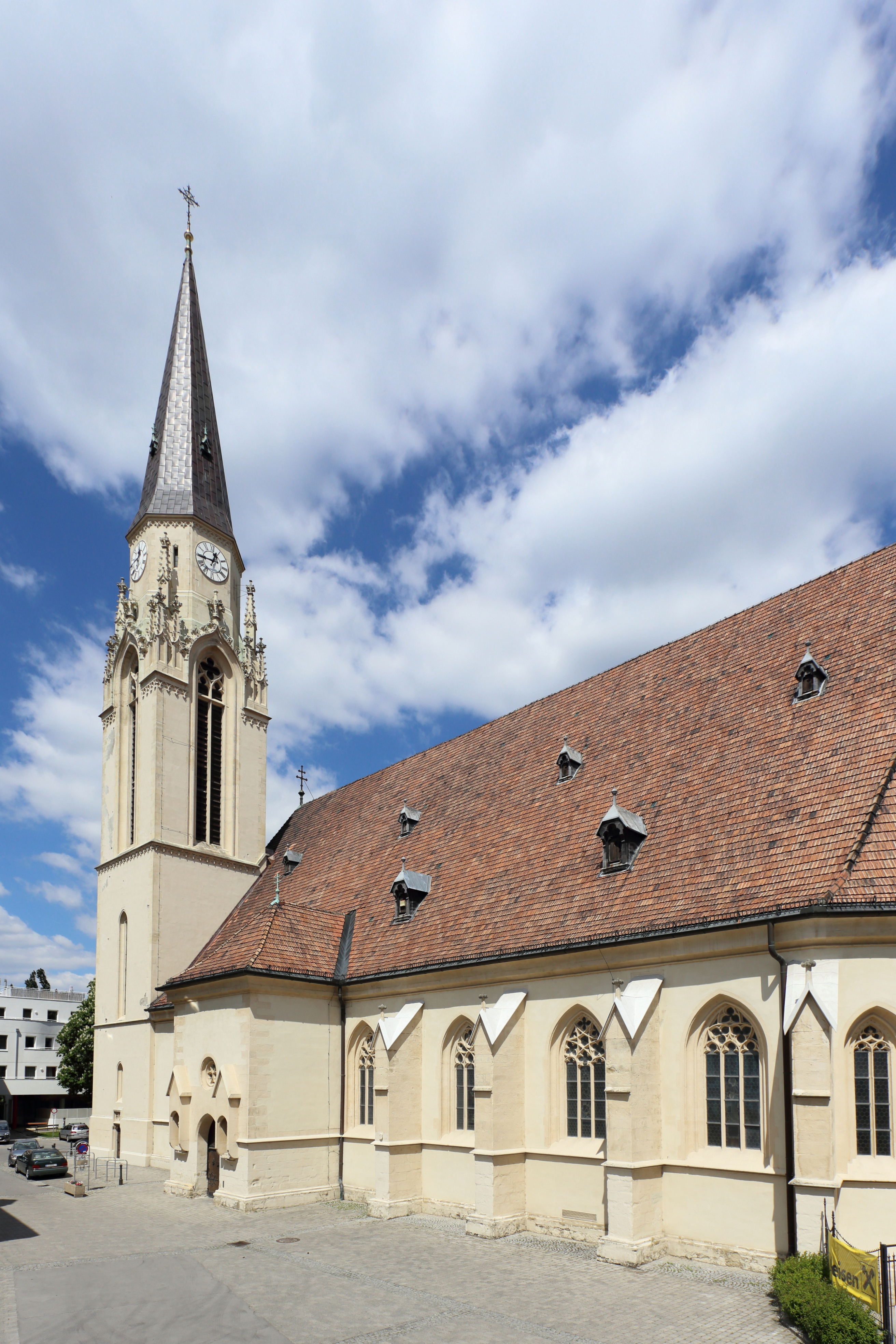
Katolický farní kostel
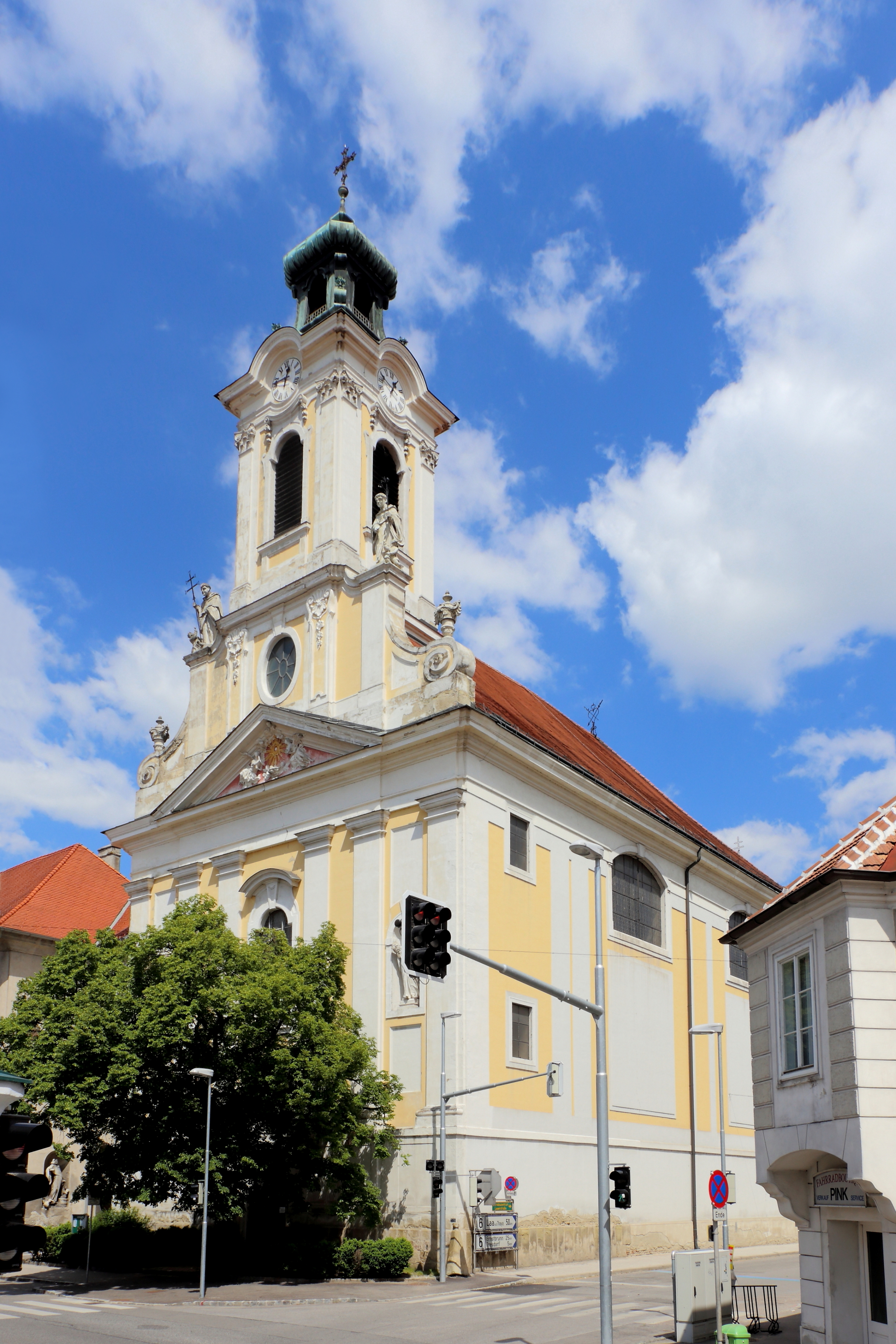
Augustiánský kostel
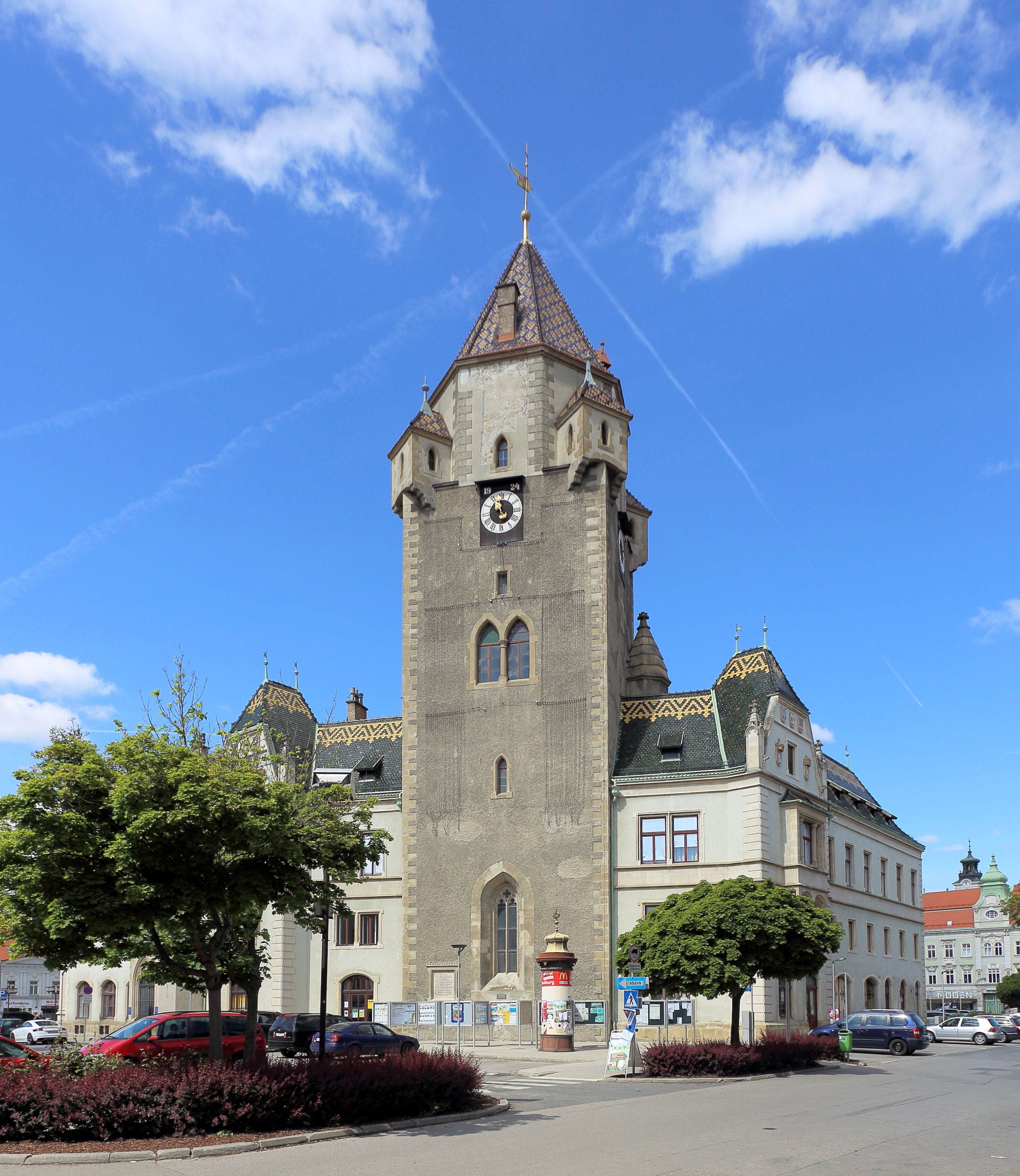
Věž